# 惡魔兄弟
是一部2022年美國定格動畫奇幻恐怖喜劇片，由亨利·謝利克執導，謝利克與喬登·皮爾撰寫劇本，皮爾和基根-麥可·奇擔任主要配音員。
《惡魔兄弟》於2022年9月11日的第47屆多倫多國際影展首映，定於2022年10月21日上線Netflix。電影獲得正面為主的評價，評論家歡迎謝利克的回歸，並讚揚了定格動畫和人物設計，但也有批評情節雜亂和劇本設計的意見。電影入圍第95屆奧斯卡金像獎最佳動畫片角逐名單，但最終未入圍決選階段。

## 故事概要
總是心懷憂慮的少女凱特被過去的記憶糾纏，她必須面對自己的心魔 — 溫德爾和懷爾德，才能在故鄉展開新生活。

## 配音員
- 基根-麥可·奇聲演溫德爾（Wendell）
- 喬登·皮爾聲演懷爾德（Wild）
- 麗芮克·蘿絲（英语：Lyric Ross）聲演凱特·艾略特（Kat Elliot）
- 安琪拉·貝瑟聲演海莉修女（Sister Helley）
- 吳漢章聲演貝斯特神父（Father Bests）
- 塔瑪拉·斯馬特（英语：Tamara Smart）聲演西班（Siobhan）
- 雷蒙娜·杨（英语：Ramona Young）聲演史薇提（Sweetie）
- 文·雷姆斯聲演布法羅·貝爾澤（Buffalo Belzer）
- 娜塔莉·瑪汀納絲
- 丹圖·卡蒂娜（英语：Tantoo Cardinal）
- 伊葛·納歐爾（英语：Igal Naor）
- 嘉貝莉·丹尼斯（英语：Gabrielle Dennis）
- 大衛·哈雷伍德（英语：David Harewood）
- 瑪克辛·皮克（英语：Maxine Peake）

## 製作
2015年11月3日，據報導，亨利·謝利克正在與喬登·皮爾和基根-麥可·奇合作開發一部基於謝利克的原創故事的定格動畫電影《惡魔兄弟》。2018年3月14日，Netflix獲得了該片的發行權。2020年6月4日，確認布魯諾·庫列斯將擔任本片的配樂工作。2021年2月，電影已在俄勒岡州波特蘭展開製作工作。

## 發行
《惡魔兄弟》定於2021年在Netflix全球上線。

## 評價
《惡魔兄弟》獲得正面為主的評價，爛番茄根據113條評論，總結「新鮮度」81%，平均分數6.9/10,網站共識評價寫道：「《惡魔兄弟》擁有與其雄心勃勃和包容的故事相匹配的視覺奇蹟，對於初露頭角的恐怖粉絲來說是一種令人毛骨悚然的享受。」；在Metacritic上根據30位專業評論（21條好評，9條褒貶不一），獲得加權平均分數69分（滿分100），代表「普遍好評」。

## 外部連結
- 互联网电影数据库（IMDb）上《惡魔兄弟》的资料（英文）
- Box Office Mojo上《惡魔兄弟》的資料（英文）
- 豆瓣电影上《惡魔兄弟》的資料 （简体中文）
- 在Netflix上觀看《惡魔兄弟》